# Суцара
Суцара (итал. Suzzara) је насеље у Италији у округу Мантова, региону Ломбардија.
Према процени из 2011. у насељу је живело 16571 становника. Насеље се налази на надморској висини од 19 м.

## Географија
| Клима (Суцара)             | Клима (Суцара) | Клима (Суцара) | Клима (Суцара) | Клима (Суцара) | Клима (Суцара) | Клима (Суцара) | Клима (Суцара) | Клима (Суцара) | Клима (Суцара) | Клима (Суцара) | Клима (Суцара) | Клима (Суцара) | Клима (Суцара) |
| Показатељ \ Месец          | .Јан.          | .Феб.          | .Мар.          | .Апр.          | .Мај.          | .Јун.          | .Јул.          | .Авг.          | .Сеп.          | .Окт.          | .Нов.          | .Дец.          | .Год.          |
| -------------------------- | -------------- | -------------- | -------------- | -------------- | -------------- | -------------- | -------------- | -------------- | -------------- | -------------- | -------------- | -------------- | -------------- |
| Средњи максимум, °C (°F)   | 4 (39)         | 8 (46)         | 13 (55)        | 17 (63)        | 22 (72)        | 26 (79)        | 29 (84)        | 28 (82)        | 24 (75)        | 18 (64)        | 10 (50)        | 5 (41)         | 29 (84)        |
| Средњи минимум, °C (°F)    | −3 (27)        | −1 (30)        | 3 (37)         | 7 (45)         | 11 (52)        | 15 (59)        | 18 (64)        | 17 (63)        | 14 (57)        | 9 (48)         | 3 (37)         | −2 (28)        | −3 (27)        |
| Количина падавина, mm (in) | 60 (23,6)      | 54 (21,3)      | 64 (25,2)      | 69 (27,2)      | 92 (36,2)      | 75 (29,5)      | 73 (28,7)      | 85 (33,5)      | 62 (24,4)      | 84 (33,1)      | 79 (31,1)      | 54 (21,3)      | 851 (335,1)    |
| [ тражи се извор ]         |                |                |                |                |                |                |                |                |                |                |                |                |                |

## Становништво
| 1931.  | 1936.  | 1951.  | 1961.  | 1971.  | 1981.  | 1991.  | 2001.  | 2011.  |
| ------ | ------ | ------ | ------ | ------ | ------ | ------ | ------ | ------ |
| 15.294 | 15.450 | 15.591 | 15.826 | 17.663 | 18.756 | 17.690 | 17.643 | 20.545 |